# Baschkort-Kompanie
Die Baschkort-Kompanie (ukrainisch Рота «Башкорт») ist eine Einheit der internationalen Legion der territorialen Verteidigung der Ukraine, die im Jahr 2022 aus baschkirischen Freiwilligen aufgestellt wurde, um während des Russisch-Ukrainischen Krieges für die Ukraine zu kämpfen.

## Geschichte

### Aufstellung
Die Organisation Baschkort setzt sich für stärkere Autonomie der Teilrepublik Baschkortostan, der bevölkerungsreichsten der russischen Föderation und den Schutz der baschkirischen Sprache ein. 2020 wurde Baschkort als extremistisch eingestuft und in der russischen Föderation verboten.
Einer der Gründer von „Baschkort“, Ruslan Gabbasow, gab bekannt, dass eine gleichnamige militärische Einheit in den Reihen der ukrainischen Streitkräfte geschaffen wurde. Der ehemalige Berater des Büros des ukrainischen Präsidenten, Oleksij Arestowytsch, bestätigte in einem Interview am 2. Dezember 2022, dass eine Einheit von Baschkiren in den Reihen der ukrainischen Streitkräfte existiert und angeblich ihre eigene separate Kompanie bildet.
Seit April 2023 kämpft die Einheit im Osten der Ukraine.
Das Verbandsabzeichen der Kompanie ist die Flagge von Baschkortostan mit einem Halbmond in der Mitte.